# Ned Moor
E. Ned Moor – amerykański strzelec, mistrz świata.
Był związany z Detroit, reprezentował stan Michigan w krajowych zawodach strzeleckich. W 1937 roku mieszkał w mieście Cascais w Portugalii.
Moor jest czterokrotnym medalistą mistrzostw świata. Wszystkie podia osiągnął w karabinie wojskowym z 300 m podczas turnieju w 1923 roku. Złoto zdobył w trzech postawach i stojąc, srebro w postawie leżącej i brąz w klęczącej. Był to jednak słabo obsadzony turniej – w strzelaniu z karabinu wojskowego startowało tylko czterech zawodników.

## Medale mistrzostw świata
Opracowano na podstawie materiałów źródłowych:
| Mistrzostwa     | Konkurencja                           | Wynik                  | Miejsce |
| --------------- | ------------------------------------- | ---------------------- | ------- |
| Camp Perry 1923 | Karabin wojskowy, trzy postawy, 300 m | 484 pkt. (177–157–150) |         |
| Camp Perry 1923 | Karabin wojskowy leżąc, 300 m         | 177 pkt.               |         |
| Camp Perry 1923 | Karabin wojskowy klęcząc, 300 m       | 157 pkt.               |         |
| Camp Perry 1923 | Karabin wojskowy stojąc, 300 m        | 150 pkt.               |         |